# Arthur och julklappsrushen
Arthur och julklappsrushen (engelska: Arthur Christmas) är en brittisk-amerikansk 3D-animerad julfilm från 2011 i regi av Sarah Smith, med James McAvoy, Hugh Laurie, Bill Nighy, Jim Broadbent, Imelda Staunton och Ashley Jensen i rollerna.

## Handling
Hur kan jultomten dela ut två miljarder julklappar över hela världen på en enda natt? Med hjälp av en armé med en miljon nissar, ett enormt rymdskepp och ett enormt, högteknologiskt kontrollcenter under isen på Nordpolen! 
Så hur kan denna fantastiska organisation nu ha missat ett barn?! Ett enda barn i hela världen har missats och när hon vaknar kommer hon inte att kunna finna den julklapp som är hennes, och då kommer hon tro att hon är den enda i hela världen som tomten inte bryr sig om. Julens magi kommer då att försvinna.
Men tomtens yngste son Arthur tänker se till att det inte sker. Så tillsammans med sin pensionerade farfar Gammeltomten, den upproriska unga paketinslagningsnissen Bryony Shelfley, en gammal avbeställd släde och några odresserade renar ger sig Arthur ut på det galna uppdraget att dela ut den sista julklappen innan gryningen.

## Rollista i urval
| Roll              | Originalröst    | Svensk röst         |
| ----------------- | --------------- | ------------------- |
| Arthur            | James McAvoy    | Anton Lundqvist     |
| Steve             | Hugh Laurie     | Niklas Hjulström    |
| Gammeltomten      | Bill Nighy      | Nils Eklund         |
| Jultomten Malcolm | Jim Broadbent   | Bengt Järnblad      |
| Tomtemor Margaret | Imelda Staunton | Irene Lindh         |
| Bryony Shelfley   | Ashley Jensen   | Lizette Pålsson     |
| Peter             | Marc Wootton    | Magnus Rongedal     |
| Datorröst         | Laura Linney    | Annica Smedius      |
| Chief de Silva    | Eva Longoria    | Jennie Jahns        |
| Gwen Hines        | Ramona Marquez  | Alice Sjöberg Brise |
| Ernie Clicker     | Michael Palin   | Bert-Åke Varg       |